# カルヴァリヤ
カルヴァリヤ（リトアニア語: Kalvarija 発音）は、リトアニアのマリヤンポレ郡に属する都市。

## 都市名と語源
カルヴァリヤという都市名はゴルゴダの別名、カルヴァリーにあやかって名付けられた。イディッシュ語ではカルヴァリエ、ポーランド語ではカルヴァリヤ、ドイツ語ではカルヴァリエンと変音し、言語によって呼称には差異がある。

## 歴史

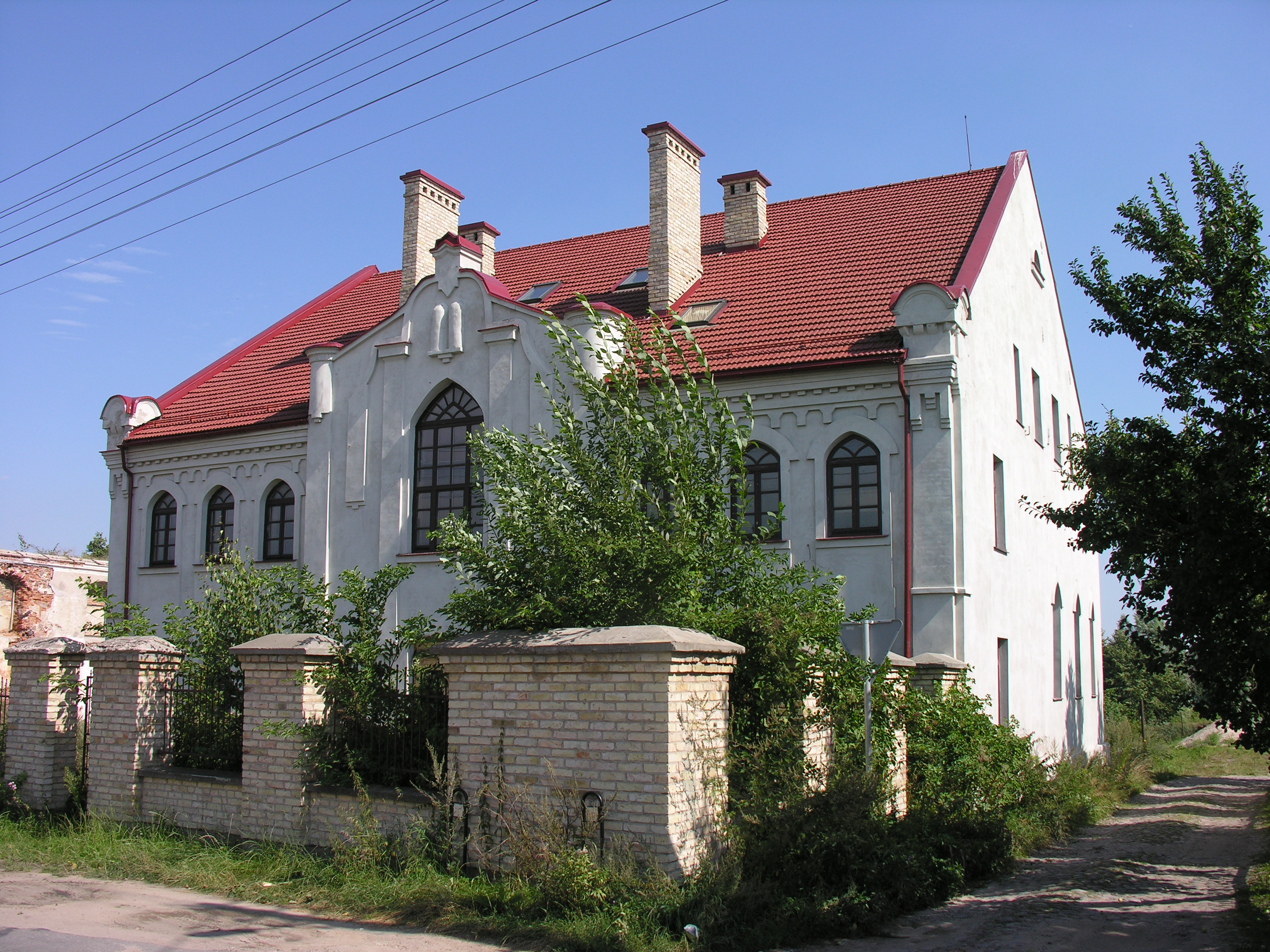
カルヴァリヤにあるシナゴーグ

1705年、街で最初の木造教会が建造される。1713年、街に住むユダヤ人達がポーランド王アウグスト2世からシナゴーグ建設の認可を得て、ユダヤ人達は職人ギルドに加入せずに建築物を建造することができるようになった。
1791年、スタニスワフ・アウグスト・ポニャトフスキによってカルヴァリヤにマクデブルク法を適用することが容認され、市章が制定された。
19世紀初頭、サンクトペテルブルク＝ワルシャワ間に道路が構築されるに伴い、カルヴァリヤは飛躍的に発展した。1840年には、新たな教会が建設された。
カルヴァリヤには1万人以上の住民がいたが、第二次世界大戦の戦火を被り街の3分の2が破壊され、その影響で人口も減少した。

## 人口
人口の変遷は以下の通りである。近年は減少傾向にある。
- 1827年 - 5,438人
- 1895年 - 11,049人
- 1897年 - 9,378人
- 1923年 - 4,529人
- 1959年 - 4,698人
- 1970年 - 5,622人
- 1974年 - 5,800人
- 1976年 - 5,700人
- 1979年 - 5,879人
- 1989年 - 5,701人
- 2001年 - 5,090人
- 2005年 - 5,066人

## 他の都市との関係
ポーランドの都市カルヴァリア・ゼブジドフスカと姉妹都市提携を締結している。